# Vikramaditya Motwane
Vikramaditya Motwane, né le 6 décembre 1976, à Bombay dans l’État du Maharashtra en Inde, est un réalisateur, producteur et scénariste indien. Il est connu pour avoir réalisé les films Udaan (2010), Lootera (2013) et AK vs AK (2020) ainsi que la série Sacred Games.
Vikramaditya Motwane est membre du conseil d'administration de la Mumbai Academy of the Moving Image.

## Biographie

### Jeunesse
Son père est Sindhi tandis que sa mère est Bengali.
Il est marié à la photographe Ishika Mohan, qui a également joué la mère de Rohan dans son premier film Udaan.

### Carrière
Motwane a pendant longtemps été l'assistant du réalisateur Sanjay Leela Bhansali et a collaboré avec lui sur les films Hum Dil De Chuke Sanam (1999) et Devdas (2002). Il a réalisé les séquences de chansons dans le film inédit d'Anurag Kashyap Paanch (2003) et a été chorégraphe sur le film Water (2005) de Deepa Mehta qui fut nommé aux Oscars.
Motwane sort son premier long métrage en tant que réalisateur, intitulé Udaan, en 2010. Ce film a été produit par la maison de production d'Anurag Kashyap, Anurag Kashyap Films et a remporté sept prix Filmfare, dont le prix des critiques de Filmfare pour le meilleur film et lui a également valu le prix du meilleur film et du meilleur réalisateur aux Star Screen Awards 2011,.
Le deuxième film de Motwane, est une romance d'époque intitulée Lootera. Le film, réunissant notamment les acteurs Sonakshi Sinha et Ranveer Singh, est sorti le 5 juillet 2013. Le troisième film de Motwane était un film de survie intitulé Trapped, et réunit notamment Raj Yadav|Rajkummar Rao et Geetanjali Thapa. Le film a eu sa première mondiale au Festival du film de Mumbai le 26 octobre 2016, où il a été salué et fortement apprécié. Le film est sorti en salles en Inde le 17 mars 2017 et a été unanimement acclamé par la critique. Le film a également remporté le prix du « meilleur film asiatique » au Festival international du film fantastique de Neuchâtel en 2017.
Son quatrième film, Bhavesh Joshi Superhero, est un drame d'action sorti en salles en 2018 (en Inde). Son plus récent film en tant que réalisateur, AK vs AK, est sorti en 2020.
Vikramaditya Motwane a également créé la première série indienne Sacred Games pour Netflix. L'histoire est basée sur le roman éponyme de Vikram Chandra, et Motwane l'a réalisé avec Anurag Kashyap. La série a été acclamée par la critique et Netflix a par la suite commandé une deuxième saison.
Motwane a été copropriétaire de Phantom Films, une société de production cinématographique, avec Vikas Bahl, Anurag Kashyap et Madhu Mantena qui a été dissoute en 2018.
En juin 2020, il a été annoncé que Motwane adapterait le livre de non-fiction sorti en 2019, Black Warrant, en une web-série. Les droits sont acquis conjointement par sa société de production, Andolan Films, et Confluence Media de l'écrivain-journaliste Josy Joseph.

## Filmographie

### Films
| Année | Titre                   | Réalisateur | Producteur | Scénariste | Remarques           |
| ----- | ----------------------- | ----------- | ---------- | ---------- | ------------------- |
| 2006  | Undisputed              | Oui         |            |            | Court métrage       |
| 2007  | Goal                    |             |            | Oui        |                     |
| 2009  | Dev.D                   |             |            | Oui        |                     |
| 2010  | Udaan                   | Oui         |            | Oui        |                     |
| 2013  | Lootera                 | Oui         | Oui        | Oui        |                     |
| 2014  | Hasee Toh Phasee        |             | Oui        |            |                     |
| 2014  | Queen                   |             | Oui        |            |                     |
| 2014  | Ugly                    |             | Oui        |            |                     |
| 2015  | NH10                    |             | Oui        |            |                     |
| 2015  | Masaan                  |             | Oui        |            |                     |
| 2015  | Hunterrr                |             | Oui        |            |                     |
| 2015  | Bombay Velvet           |             | Oui        |            |                     |
| 2015  | Shaandaar               |             | Oui        |            |                     |
| 2016  | Wrong Side Raju         |             | Oui        |            |                     |
| 2016  | Udta Pendjab            |             | Oui        |            |                     |
| 2016  | Raman Raghav 2.0        |             | Oui        |            |                     |
| 2017  | Trapped                 | Oui         | Oui        |            |                     |
| 2018  | Mukkabaaz               |             | Oui        |            |                     |
| 2018  | High Jack               |             | Oui        |            |                     |
| 2018  | Bhavesh Joshi Superhero | Oui         | Oui        | Oui        |                     |
| 2018  | Manmarziyaan            |             | Oui        |            |                     |
| 2019  | The Booth               |             | Oui        |            | Court métrage       |
| 2020  | Awake                   |             | Oui        |            | Court métrage       |
| 2020  | Cargo                   |             | Oui        |            | Producteur exécutif |
| 2020  | AK vs AK                | Oui         | Oui        | Oui        |                     |
| 2021  | 2024                    |             | Oui        |            |                     |

### Télévision
| Année     | Titre                 | A participé en tant que | A participé en tant que | A participé en tant que | A participé en tant que | Remarques                                  |
| --------- | --------------------- | ----------------------- | ----------------------- | ----------------------- | ----------------------- | ------------------------------------------ |
| Année     | Titre                 | Réalisateur             | Producteur              | Créateur                | Showrunner              | Remarques                                  |
| 2018-2019 | Le Seigneur de Bombay | Oui                     | Exécutif                | Oui                     | Oui                     | Co-réalisé la saison 1 avec Anurag Kashyap |
| 2018      | Ghoul                 | Non                     | Exécutif                | Non                     | Non                     |                                            |
| 2021      | Decoupled             | Non                     | Oui                     | Non                     | Non                     |                                            |
| 2023      | Jubilee               | Oui                     | Exécutif                | Oui                     | Oui                     | Post-production                            |

### Prix
| Année | Décerner                     | Catégorie                        | Film  |
| ----- | ---------------------------- | -------------------------------- | ----- |
| 2014  | Prix nationaux du cinéma     | Meilleur long métrage en hindi   | Queen |
| 2011  | Filmfare Awards              | Meilleur film (critiques)        | Udaan |
| 2011  | Filmfare Awards              | Meilleure histoire               | Udaan |
| 2011  | Filmfare Awards              | Meilleur scénario                | Udaan |
| 2015  | Filmfare Awards              | Meilleur film                    | Queen |
| 2003  | Prix IIFA                    | Meilleur enregistrement sonore   | Dev.D |
| 2015  | Prix IIFA                    | Meilleure image                  | Queen |
| 2011  | Récompenses d'écran d'étoile | Meilleur réalisateur             | Udaan |
| 2015  | Récompenses d'écran d'étoile | Meilleur film                    | Queen |
| 2011  | Zee Ciné Awards              | Meilleur réalisateur (critiques) | Udaan |
| 2014  | Récompenses Stardust         | Meilleur film                    | Queen |